# Omnibusverkehrsgesellschaft Güstrow
Die Omnibusverkehrsgesellschaft Güstrow mbH (OVG) war ein Busverkehrsunternehmen in Mecklenburg-Vorpommern. Das Unternehmen wurde am 17. August 1990 gegründet und deckte ab 2000 den gesamten Landkreis Güstrow ab. Ab 1999 war die OVG Mitglied des Verkehrsverbundes Warnow (VVW).
Am 25. Juli 2013 wurde die Omnibusverkehrsgesellschaft mbH Güstrow zusammen mit der Küstenbus GmbH, der Hameister Personenverkehr GmbH und der Regionalverkehr Küste GmbH (RvK) zur rebus Regionalbus Rostock GmbH verschmolzen.

## Aufgaben
Im Auftrag des Landkreises Güstrow deckte die OVG den Personennahverkehr im gesamten Landkreis ab. Wichtigste Aufgaben waren dabei der Schülerverkehr, die Stadtbusverkehre in Güstrow und Bützow und die Anbindung der Dörfer an die Städte. Einzelne Linien der OVG verkehrten auch in den Landkreis Bad Doberan und in die Hansestadt Rostock. Auf 4 Mio. Fahrplankilometern im Jahr fuhren zuletzt rund 5 Mio. Fahrgäste.

## Linien
Die OVG bediente 50 Linien, die Liniennummern im Bereich von 200 bis 294 trugen.

### Stadtverkehr Güstrow
Der Stadtverkehr in Güstrow wurde durch die Linien 201, 203, 204 und 205 abgedeckt. Alle Linien hielten am Zentralen Omnibusbahnhof (ZOB).

### Stadtverkehr Bützow
In der Stadt Bützow gab es eine Ringlinie 208, die etwa einmal die Stunde fuhr.

### Regionalverkehr
Im Regionalbusverkehr gab es 48 OVG-Linien. Verkehrsknotenpunkte im Netz waren die Standorte der drei Betriebshöfe: Güstrow, Teterow und Gnoien. Weitere wichtige Umsteigepunkte waren Bützow, Schwaan, Laage und Rostock.